# Cantó de Crécy-en-Ponthieu
El cantó de Crécy-en-Ponthieu és un cantó francès del departament del Somme, situat al districte d'Abbeville. Té 21 municipis i el cap és Crécy-en-Ponthieu.

## Municipis
- Le Boisle
- Boufflers
- Brailly-Cornehotte
- Conteville
- Crécy-en-Ponthieu
- Dominois
- Domléger-Longvillers
- Dompierre-sur-Authie
- Estrées-lès-Crécy
- Fontaine-sur-Maye
- Froyelles
- Gueschart
- Hiermont
- Ligescourt
- Maison-Ponthieu
- Neuilly-le-Dien
- Noyelles-en-Chaussée
- Ponches-Estruval
- Vitz-sur-Authie
- Yvrench
- Yvrencheux

## Història
| Data d'elecció                           | Identitat       | Partit                                 | Qualitat |
| ---------------------------------------- | --------------- | -------------------------------------- | -------- |
| 1945-1964                                | Hélène Lœuillet | SFIO                                   |          |
| 1964-1978                                | André Delannoy  | UNR, després UDR                       |          |
| 1978-1982                                | Charles Ponchel | PS                                     |          |
| 1982-                                    | Régis Lécuyer   | Divers droite, després UDF, després NC |          |
| les dades anteriors no són pas conegudes |                 |                                        |          |
|                                          |                 |                                        |          |

## Demografia
| A partir de 1990: Població sense dobles comptes |